# Капъкуле
Капъкуле (на турски: Kapıkule) е турската страна на граничния контролно-пропускателен пункт Капитан Андреево–Капъкуле. Капъкуле административно е част от вилает (област) Одрин, околия Одрин в Турция. Граничният пункт е един от големите и натоварени в света по брой пътници и количество товари, преминаващи през него. По данни от 2008 г. ГКПП Капъкуле–Капитан Андреево е най-натовареният сухоземен граничен пункт в Европа.
Капъкуле е разположен на турската автомобилна магистрала D-100 – част от Европейски път E80 и Магистрала Азия 1 (АН1)), която завършва тук. Натовареността на граничния пункт е показателна за значението му за карго транспорта. Други близки ГКПП в европейската част на Турция са Хамзабейли (на път D-535) и Дерекьой (на път D-555) с България и Ипсала (на път D-110 (E-84 Кешан - Текирдаг - Силиври)) с Гърция.